# Parque Ecoturístico Arví
Parque Ecoturístico Arví är en park i Colombia.   Den ligger i departementet Antioquía, I den centrala delen av landet, 240 km nordväst om huvudstaden Bogotá. Parque Ecoturístico Arví ligger 2 409 meter över havet.
Terrängen runt Parque Ecoturístico Arví är varierad. Runt Parque Ecoturístico Arví är det ganska tätbefolkat, med 239 invånare per kvadratkilometer. Närmaste större samhälle är Medellín, 7,3 km väster om Parque Ecoturístico Arví. I omgivningarna runt Parque Ecoturístico Arví växer i huvudsak städsegrön lövskog.